# بيدرو ويبر
بيدرو ويبر (بالإسبانية: Pedro Weber)‏ (و. 1933 – 2016 م) هو ممثل، وممثل تلفزيوني، وممثل أفلام، من المكسيك، ولد في ثيوداد جوثمان، توفي عن عمر يناهز 83 عاماً.

## وصلات خارجية
- بيدرو ويبر على موقع IMDb (الإنجليزية)
- بيدرو ويبر على موقع قاعدة بيانات الفيلم (الإنجليزية)